# Mark Jonathan Harris
Mark Jonathan Harris (* 1941) ist ein US-amerikanischer Filmproduzent, Drehbuchautor und Filmregisseur für Dokumentarfilme sowie Schriftsteller und Journalist. Seine bekanntesten Werke sind Kindertransport – In eine fremde Welt (2000) und Ins Gelobte Land (1997). 2018 veröffentlichte er gemeinsam mit dem ukrainischen Regisseur Oles Sanin Breaking Point. The War for Democracy in Ukraine.

## Leben
Mark Jonathan Harris wurde 1941 geboren. Nach seinem Abschluss an der Harvard University begann er seine Karriere als Journalist für das City News Bureau of Chicago. Innerhalb eines Jahres ging er zur Nachrichten- und Presseagentur Associated Press und stieg dann ins Filmgeschäft ein, wo er Dokumentarfilme für King Broadcasting Co. in Portland und Seattle drehte. In den 1960er Jahren hatte er mit dem Dokumentar-Kurzfilm The Redwoods (1967), der für den Sierra Club realisiert wurde, seinen Durchbruch. Für ihn bekam er bei der Oscarverleihung 1968 – ebenso wie Trevor Greenwood – einen Oscar. Weitere wichtige Filme der 1960er waren Huelga! (1966) und The Foreigners (1968).
Im Jahr 1973 zog Harris mit seiner Familie nach Los Angeles, Kalifornien und wandte sich parallel zum Filmemachen wieder dem Journalismus zu. Er schrieb eine große Anzahl von Artikeln für große Zeitschriften und Tageszeitungen wie TV Guide, American Heritage, The New York Times, Los Angeles Times und Washington Post. Er begann auch mit dem Schreiben von Fiktion. Er hat fünf Kinder- und Jugendromane veröffentlicht, die mehrere Auszeichnungen gewannen.
In den folgenden Jahren arbeitete er abwechselnd als Journalist, Autor und Filmemacher. Harris produzierte Filme wie The Homefront: America During World War II (1984) und Ins Gelobte Land (1997), wofür er seinen zweiten Oscar erhielt. Später arbeitete er hauptsächlich nur noch als Produzent. Dazu gehört unter anderem Darfur Now (2007).
Seit 1983 lehrt Harris als Professor am Lehrstuhl für Kino- und Filmwissenschaften an der University of Southern California.

## Filmografie (Auswahl)
- 1967: The Redwoods
- 1997: Ins Gelobte Land (The Long Way Home)
- 2000: Kindertransport – In eine fremde Welt (Into the Arms of Strangers: Stories of the Kindertransport)
- 2007: Darfur Now
- 2018: mit Oles Sanin: Breaking Point. The War for Democracy in Ukraine

## Werk
- Solay. Simon & Schuster Children’s Publishing, 1993, ISBN 0-02-742655-6, S. 137 (englisch).
- Come the Morning. 2. Auflage. Wayne State Univ Pr, 1989, ISBN 0-8143-3241-2, S. 191 (englisch).
- Confessions of a Prime Time Kid. 1985 (englisch).
- The Last Run. William Morrow & Co, 1981, ISBN 0-688-00634-5, S. 160 (englisch).
- With a Wave of the Wand. 1980, ISBN 0-688-41920-8 (englisch).
- Into the Arms of Strangers: Stories of the Kindertransport. Bloomsbury Publishing PLC, 2001, ISBN 1-56731-714-6, S. 304 (englisch).
- The Long Way Home. 1997, OCLC 801215712 (englisch).
- The Homefront: America During World War II. 1984, ISBN 0-399-12899-9 (englisch).

## Preise und Auszeichnungen
Oscars
- 1968: Oscar in der Kategorie Bester Dokumentar-Kurzfilm für The Redwoods
- 1998: Oscar in der Kategorie Bester Dokumentarfilm für Ins Gelobte Land
- 2001: Oscar in der Kategorie Bester Dokumentarfilm für Kindertransport – In eine fremde Welt

Primetime Emmy Awards
- 2003: Nominierung in der Kategorie Outstanding Writing for Non-Fiction Programming für Unchained Memories: Readings from the Slave Narratives
- 2003: Nominierung in der Kategorie Outstanding Non-Fiction Series (Traditional) für The E! True Hollywood Story

Sundance Film Festival
- 1997: Nominierung in der Kategorie Großer Preis der Jury – Bester Dokumentarfilm für Ins Gelobte Land[3]